# Фирсов, Владимир Иванович
Влади́мир Ива́нович Фи́рсов (26 апреля 1937, Рославльский район, Западная область — 17 ноября 2011, Москва) — советский и российский поэт, переводчик. Член КПСС с 1970 года.

## Биография
Родился 26 апреля 1937 года в деревне Заболотье (ныне Рославльского района Смоленской области) в крестьянской семье. Во время Великой Отечественной войны жил в Иркутске. Вернулся в деревню Заболотье и затем переехал в Люблино (Подмосковье), где окончил среднюю школу. Был постоянным участником литературного объединения при газете «Московский комсомолец».
Публиковаться начал со школьных лет (с благословения А. Т. Твардовского). В 1955 году стихи Фирсова были опубликованы в «Комсомольской правде», а затем стали регулярно публиковаться в «Новом мире» и «Огоньке».
Первую книгу выпустил в 1959 году, будучи студентом Литературного института имени А. М. Горького.
1960 год — выпускник Литературного института.
1960 год — редактор отдела поэзии в издательстве «Молодая гвардия».
1961 год — принят в члены Союза писателей СССР.
Фирсов известен как автор термина «духовные власовцы»:
Эка! Правдолюбцами рядятся,

На поклон идут к врагам страны.

Власовцы духовные родятся!

Мужики об этом знать должны
Являлся редактором советско-болгарского литературного альманаха: позже — журнал «Дружба». В этом журнале в 80-е годы «впервые в России были опубликованы исторические исследования об убийстве царской семьи, а также рассказана подлинная история жизни Г. Распутина».
В течение многих лет входил в редколлегию журнала «Молодая гвардия».
В 1990-е в потоке новой литературы и нового художественного подхода к процессам, происходящим в окружающем мире, интерес к творчеству Фирсова заметно поубавился, но его поэтический голос не потерялся и не исчез с литературной арены.
Крушение советской системы шаг за шагом привело поэта к православному мировосприятию и религиозной тематике. В эти же годы он являлся главным редактором журнала «Россияне», членом Центрального совета общероссийского движения «Россия православная» и, попутно, одним из учредителей совета Смоленского землячества. Обращает на себя внимание также членство Владимира Фирсова в жюри Всероссийского поэтического конкурса под эгидой «Попечительского совета уголовно-исполнительной системы» в местах лишения свободы.
Автор более 30 книг стихов и поэм. Переводил стихи на русский язык с языков — болгарского, молдавского, украинского, чувашского и др.
Умер 17 ноября 2011 года. Похоронен в Москве на Троекуровском кладбище.

## Избранные песни на стихи В. Фирсова
- «Звёздная песня неба» (Д. Тухманов) — исп. Геннадий Белов, Леонид Сметанников, Евгений Головин.
- «Травы, как струны» (В. Дьяченко)
- «Тюльпаны» (В. Шаинский — М. Геттуев, пер. В. Фирсов) — исп. Светлана Резанова
- «Вечер» (В. Дьяченко)
- «На Смоленщине» (А. Пахмутова)
- «Родина суровая» (Л. Афанасьев) — исп. Борис Толстоухов
- «Спасибо матери, отцу» (В. Дьяченко)
- «Я был уверен…» (Е. Щекалёв)
- «Берегите поле» (Д. Тухманов) — исп. Сергей Беликов
- «Звезда полей» (В. Дьяченко)
- «Хорошо, когда снежинки падают» (А. Пахмутова) — исп. Виктория Иванова
- «Мы идём по стране» (И. Лученок) — исп. ВИА «Песняры»
- «Высоко над землёй» (В. Дьяченко)
- «Вечный зов» (Л. Афанасьев) — исп. Олег Ухналёв
- «Вёрсты России» (Ю. Явкин)
- «Тишина над тихим Доном» (Ю. Явкин)

## Премии и награды
- орден «За заслуги перед Отечеством» IV степени (09.01.2008) — за большой вклад в развитие отечественной литературы и многолетнюю творческую деятельность[7]
- орден Дружбы (19.11.1997) — за заслуги перед государством, большой вклад в укрепление дружбы и сотрудничества между народами, многолетнюю плодотворную деятельность в области культуры и искусства[8]
- орден Октябрьской Революции (24.04.1987)
- орден Трудового Красного Знамени (16.11.1984)
- два ордена «Знак Почёта» (28.10.1967; 02.06.1981)
- орден «Кирилл и Мефодий» I степени (Болгария)
- Государственная премия РСФСР имени М. Горького (1976) — за книгу «Музыка души»
- премия Ленинского комсомола (1968) — за поэму «Республика бессмертия» и за стихи, посвященные комсомолу и молодёжи
- премия Правительства России в области культуры (2009) — за книгу «Стихотворения»[9][10]
- премия Министерства обороны СССР

## Из библиографии
1. Берёзовый рассвет. Стихи. [Илл. Ю. И. Зальцман]. — М., «Сов. писатель», 1959. — 95 с. — 3000 экз.[11]
2. Вдали от тебя. Лирич. Стихи. [М] «Мол. гвардия», 1961. — 96 с. — 9000 экз.[12]
3. Зелёное эхо. [Стихи и поэма «Память»]. — М., «Сов. Россия», 1963. — 143 с. — 20000 экз.[13]
4. Горицвет. Стихи. — М.: «Мол. гвардия», 1965. — 118 с. — 25000 экз.[14]
5. [Избранная лирика. М], «Мол. гвардия», 1967. — 32 с. (Б-чка избр. Лирики). — 132000 экз.[15]
6. Два солнца. Книга лирики. Предисл. В. Фёдорова. Худож. Н. Шишловский. — М.: «Худож. лит.», 1973. — 271 с. — 25000 экз.[16]
7. Музыка души. Избранное. Стихи. [Илл.. Н. Шишловский]. — М.: «Моск. рабочий», 1974. — 302 с. — 35000 экз.[17]
8. Избранное: [Стихи и поэма], / Владимир Фирсов [Худож. Ю. Семенов]. — М.: «Мол. гвардия», 1975. — 319 с. — 70000 экз.[18]
9. Музыка души. Стихи. — М.: Сов. Россия, 1978. — 303 с. — 100000 экз.[19]
10. Глазами столетий: Стихи и поэмы /. [Худож. Е. И. Доронин]. — М.: Воениздат, 1978. — 384 с. — 20000 экз.[20]
11. Глазами столетий: Стихи и поэмы / Владимир Фирсов. — М.: Воениздат, 1982. — 255 с. — 20000 экз.[21]
12. Избранные произведения. В 2-х т. / Владимир Фирсов; [Вступ. Ст. В. Горбачева, с. 3-21]. — М.: Худож. лит., 1983. — 75000 экз. Т. 1. Стихотворения, 1954—1973. — 537 с.[22]
13. Избранные произведения. В 2-х т. / Владимир Фирсов; [Вступ. Ст. В. Горбачева, с. 3-21]. — М.: Худож. лит., 1983. — 75000 экз. Т. 1. Стихотворения, 1974—1981. — 479 с.[23]
14. Горсть земли: [Стихотворения и поэмы] / Владимир Фирсов [Худож. В. Терещенко]. — М.: «Мол. гвардия», 1985. — 271 с. — 20000 экз.[24]
15. Звёздная песня неба: Стихотворения и поэмы / Владимир Фирсов; [Худож. В. Терещенко]. — М. Современник, 1985. — 368 с. — 20000 экз.[25]
16. Стихотворения / Владимир Фирсов; [Вступ. ст. А. Иванова]. — М. Худож. лит., 1987. — 511 с. — 60000 экз.
17. Когда душа перерастает в слово. Стихотворения / Владимир Фирсов [Худож. А. Мухоротов]. — М.: Сов. писатель, 1990. — 366 с. — 20000 экз. — ISBN 5-265-00749-0.[26]
18. Озеро Диво: Стихи / Владимир Фирсов. — М.: Мол. гвардия, 1991. — 157 с. — [Б-ка журн. «Молодая гвардия» ISSN 0131-2251; № 1 (468)]. — ISBN 5-235-01659-9. — 15000 экз.[27]
19. Грядущий сон: Стихи. — Воронеж: Центрально-Чернозёмное книжное издательство, 2012. — 180 с.

## Переводы
1. Мгновение: Стихи / Георгий Ефимов; Авториз. Пер. с чуваш. В. Фирсова. — М.: Правда 1978. — 32 с. — (Б-ка «Огонек»; № 27). — 100000 экз.[28]
2. Вещий рог Аспаруха: Лирика / Валентин Качев; [Перевод с болг. В. Фирсова]. — М.: Журн. «Россияне», 1992. — 142 с. — 100000 экз.[29]
3. Равнение на подвиг: Стихи и поэмы / Петря Крученюк. Авториз. пер. с молд. В. Фирсова; [Худож. А. Я. Ляшенко]. — М.: Воениздат, 1978. — 230 с. — 25000 экз.[30]
4. Нестертые строки: [Стихи для ст. и сред. шк. возраста] / Муталиб Митаров; [Перевод с табасаран. В. Фирсова, И. Савельева; Худож. В. Логачев]. — Махачкала: Дагучпедгиз, 1982. — 132 с. — 5000 экз.[31]
5. Созвездие Лиды. Стихи / Микола Сынгаевский. Перевод с укр. Г. Серебрякова и В. Фирсова. [Илл.: М. В. Эльконина]. — М. «Сов. писатель», 1974. — 128 с. — 10000 экз.[32]

## Статьи
- Федоров М. Владимир Фирсов «О корнях» : [воспоминания поэта Владимира Фирсова, записанные Михаилом Федоровым] // Братина. — Москва, 2012. — Вып. 1. — С. 181—194.